# Aeroportul Coveñas
Aeroportul Coveñas (IATA: CVE, ICAO: SKCV) este un aeroport din Sucre⁠(d), Columbia ce deservește zona Cerveza⁠(d).
Situat la o altitudine de 9 m, aeroportul dispune de o singură pistă.